# Chartreuse de Monbrun
Pour les articles homonymes, voir Château de Montbrun.
La chartreuse (ou le château) de Monbrun, ou de Montbrun, est une chartreuse française implantée sur la commune de Verdon dans le département de la Dordogne, en région Nouvelle-Aquitaine.
L'édifice fait l'objet d'une protection au titre des monuments historiques.

## Présentation
La chartreuse de Monbrun se situe en Bergeracois, dans le sud du département de la Dordogne, moins de deux kilomètres au nord-nord-est du petit bourg de Verdon, à proximité de la route départementale 36, au lieu-dit Monbrun, en limite nord-est de la commune.
C'est une propriété privée, dont la visite est autorisée lors des Journées du patrimoine.

## Histoire et architecture

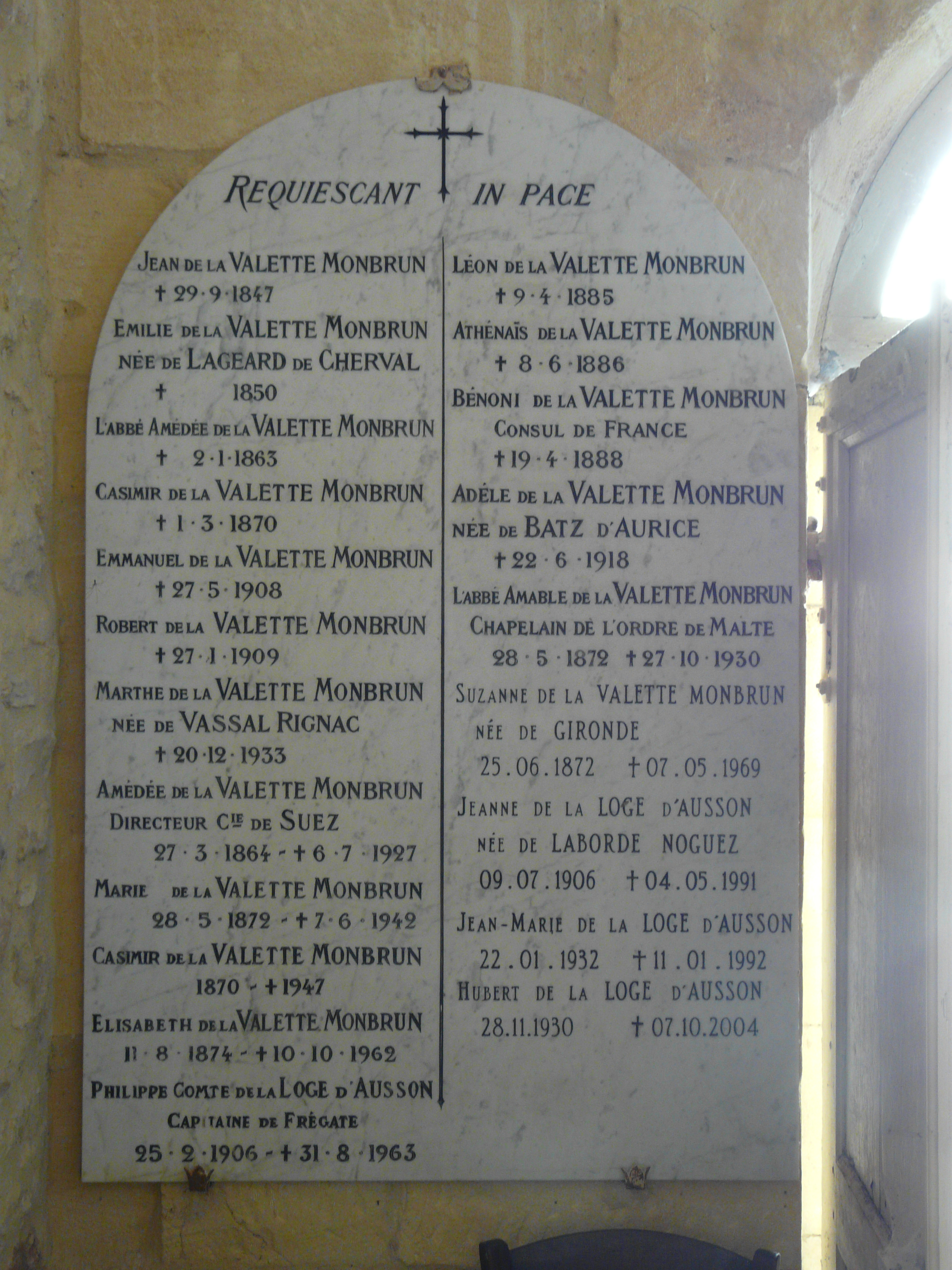
Mémorial à l'intérieur de la chapelle.

La construction de cette chartreuse a commencé à partir de 1765 à la demande d'Isaac Jacques de La Valette, qualifié de « chevalier, seigneur de Monbrun, La Veyssière, Moncontour et autres lieux », et s'est poursuivie après sa mort en 1790 sous les ordres de son fils Jean Symphorien,.
Au XIXe siècle, le domaine étendait ses vignes vers l'est depuis la chartreuse jusqu'aux abords du château de Lanquais.
Monbrun est l'une des rares chartreuses du Périgord à présenter cinq corps de bâtiments en ligne. Exposée à l'ouest, la façade principale, de style néo-classique, se compose d'un logis sans étage avec pavillon central et deux pavillons d'ailes saillants dont celui du sud est surmonté d'un étage.
Les toits du logis et du pavillon central sont percés par trois lucarnes à fronton triangulaire.
Dans son ouvrage Le Périgord, châteaux, manoirs et gentilhommières, Jean Secret, indiquait en 1966 à propos de Monbrun : « Peu de demeures classiques ont une telle noblesse ! ».
Jouxtant le pavillon sud, une chapelle familiale consacrée en 1837 a été érigée au XIXe siècle. Perpendiculairement aux pavillons d'ailes, deux ailes de communs s'étendent vers l'est sur une quarantaine de mètres, délimitant une cour rectangulaire, fermée à l'est par une autre rangée de dépendances au centre de laquelle a été ouvert un portail. Dans cette cour se trouve un puits profond de 18 mètres qui a été construit en 1776.
Côté jardin, la chartreuse est précédée d'une terrasse basse, délimitée par une balustradealignée dans le prolongement des façades occidentales des deux pavillons d'aile et au centre de laquelle l'accès s'effectue en passant entre deux sculptures représentant des sphynges accroupies.
L'édifice a été inscrit à l'Inventaire Supplémentaire des Monuments Historiques le 27 septembre 1948.
Depuis sa construction, la chartreuse a été la propriété de deux familles : les de La Valette-Monbrun jusqu'en 1969, puis les de La Loge d'Ausson depuis, Jeanne de La Loge d'Ausson ayant hérité du domaine après avoir été adoptée par ses oncle et tantes, restés sans postérité.

## Galerie

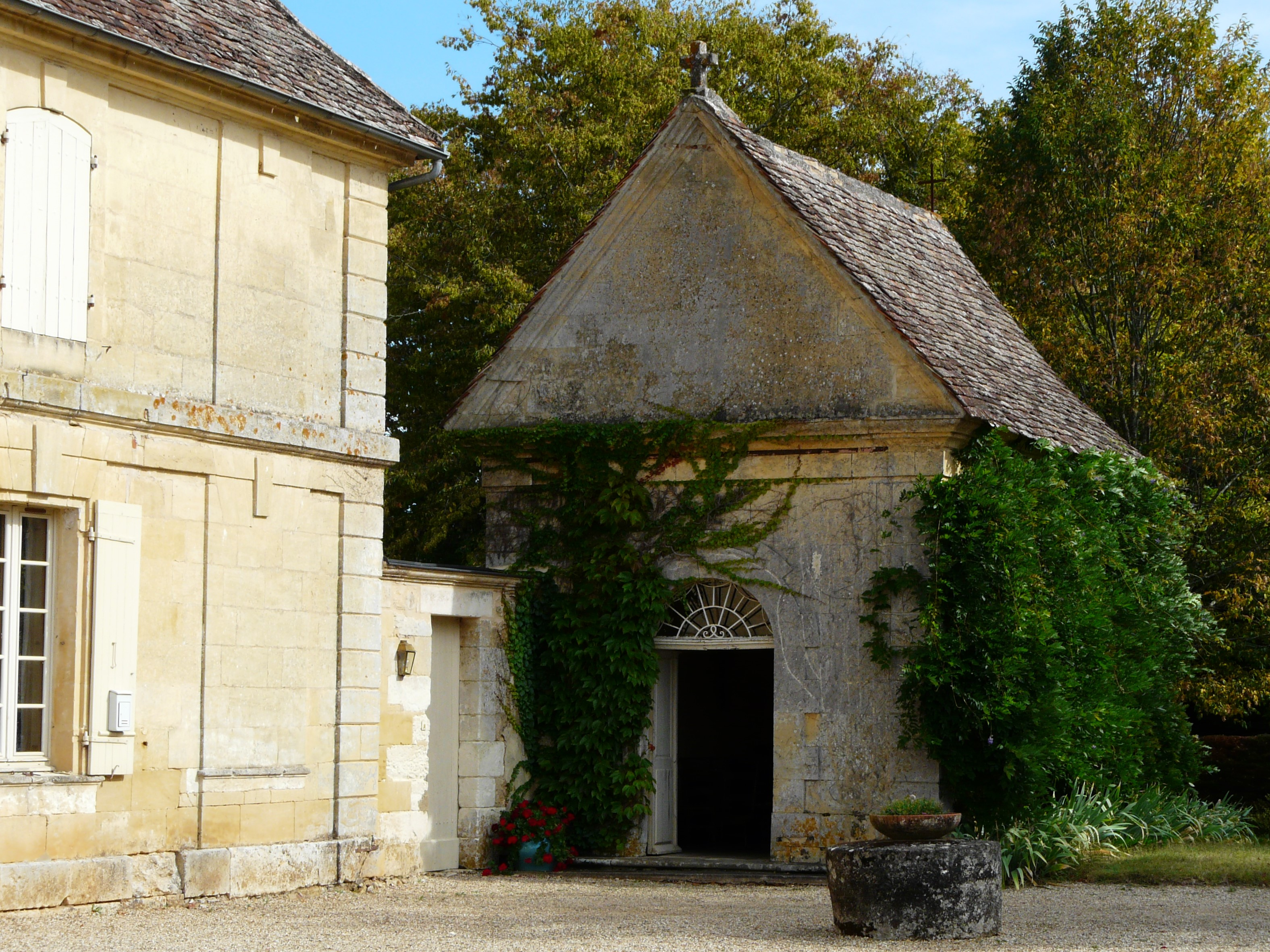
La chapelle familiale.
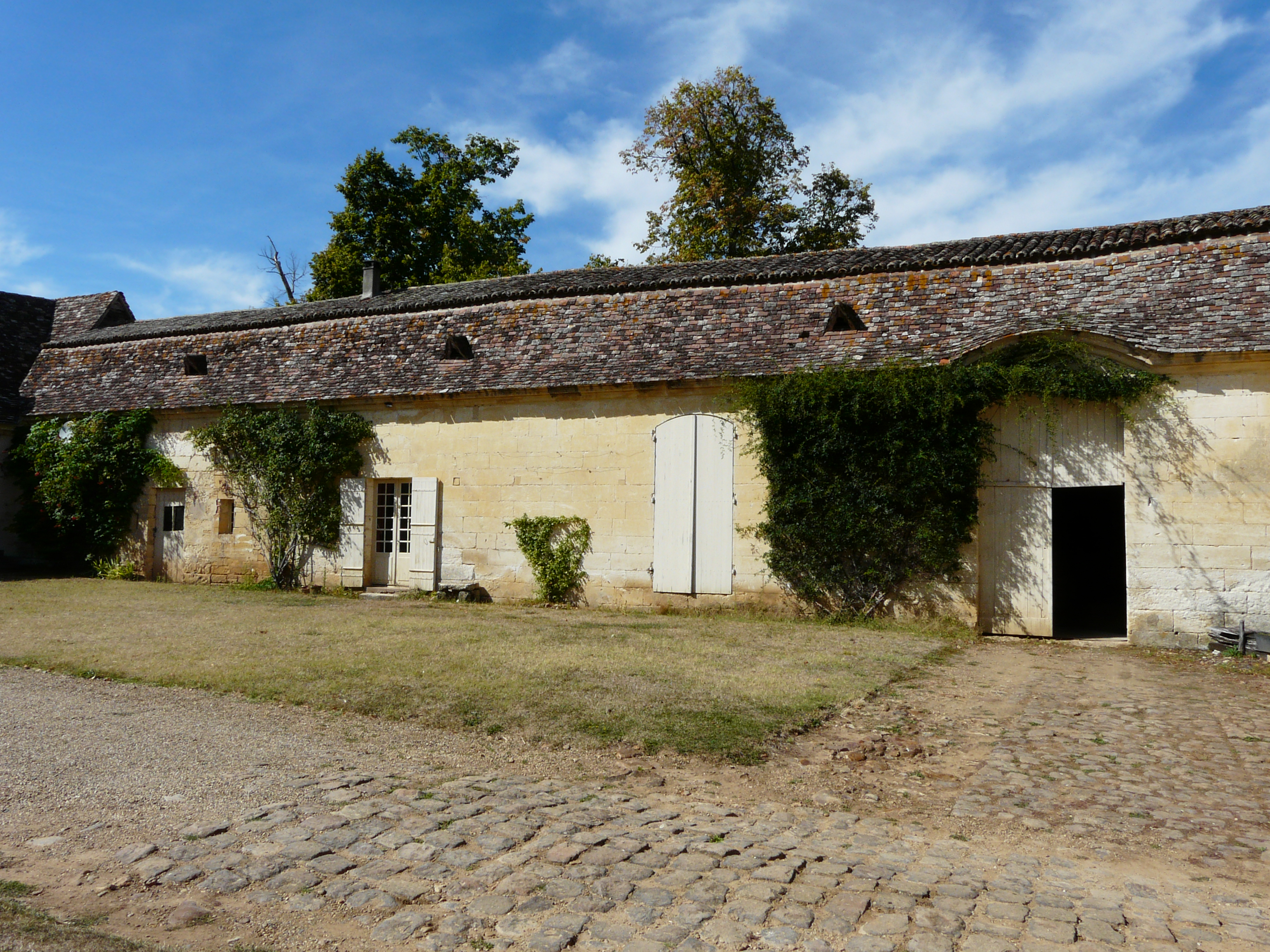
Communs.
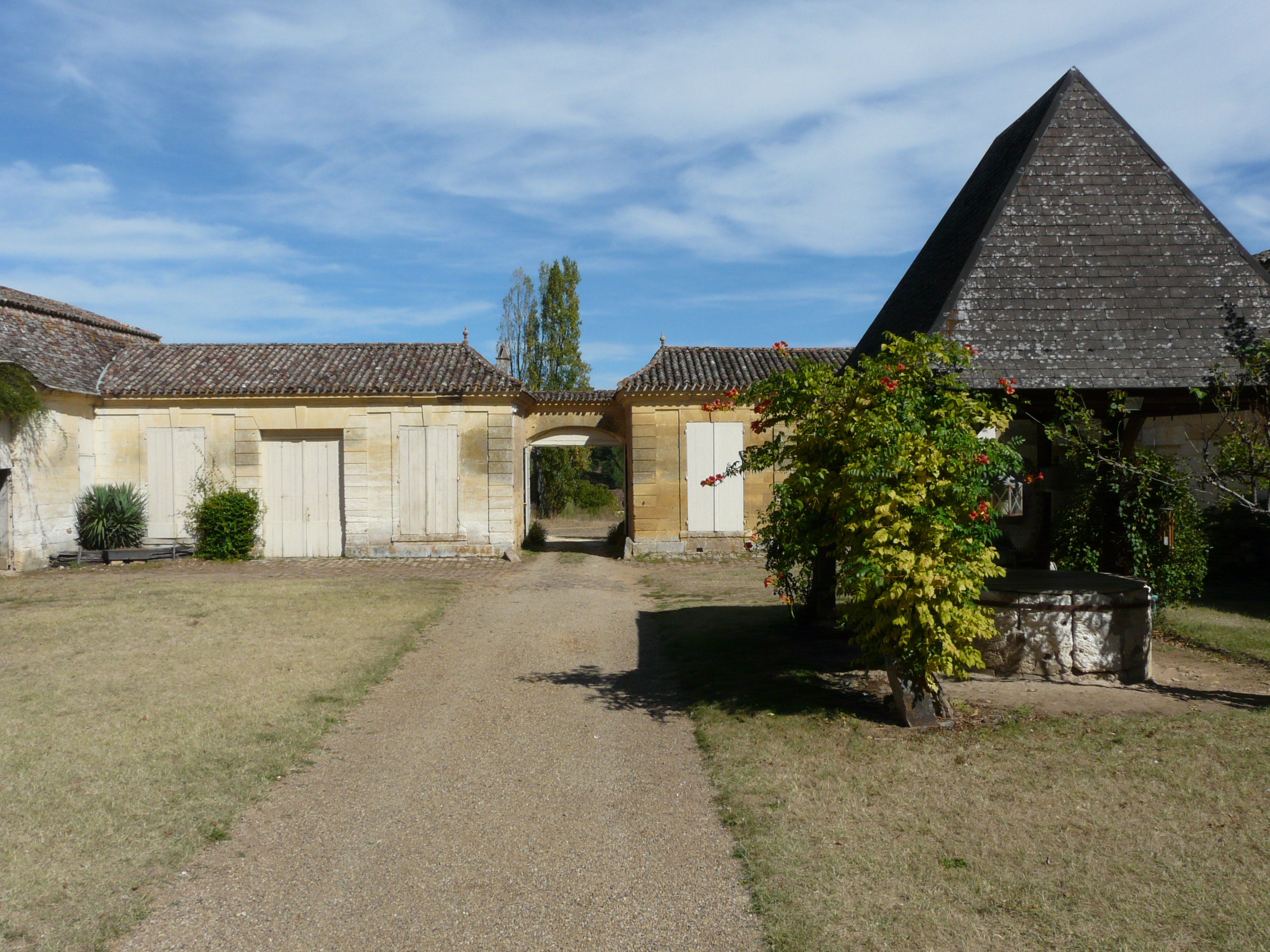
La cour.
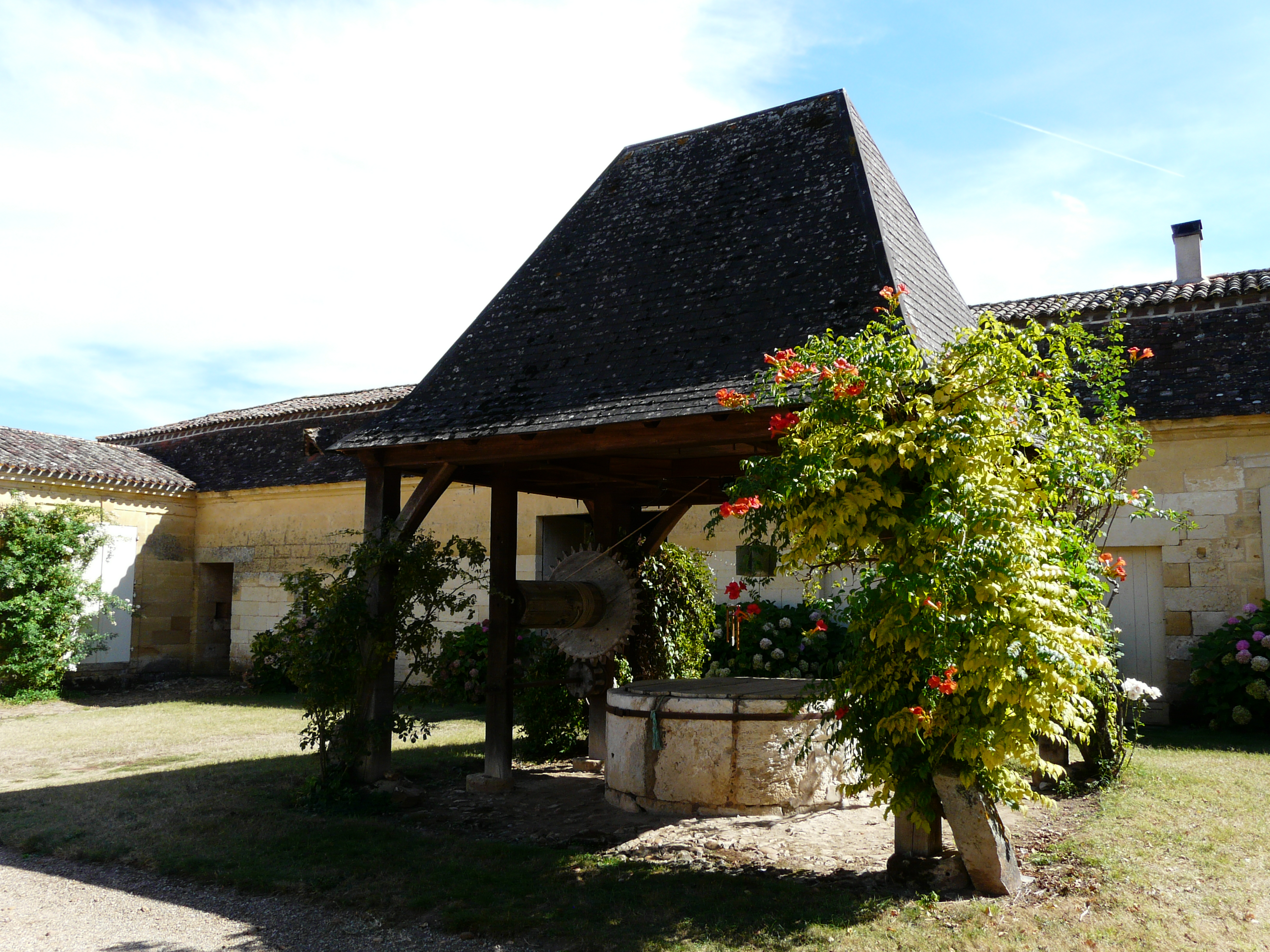
Le puits.
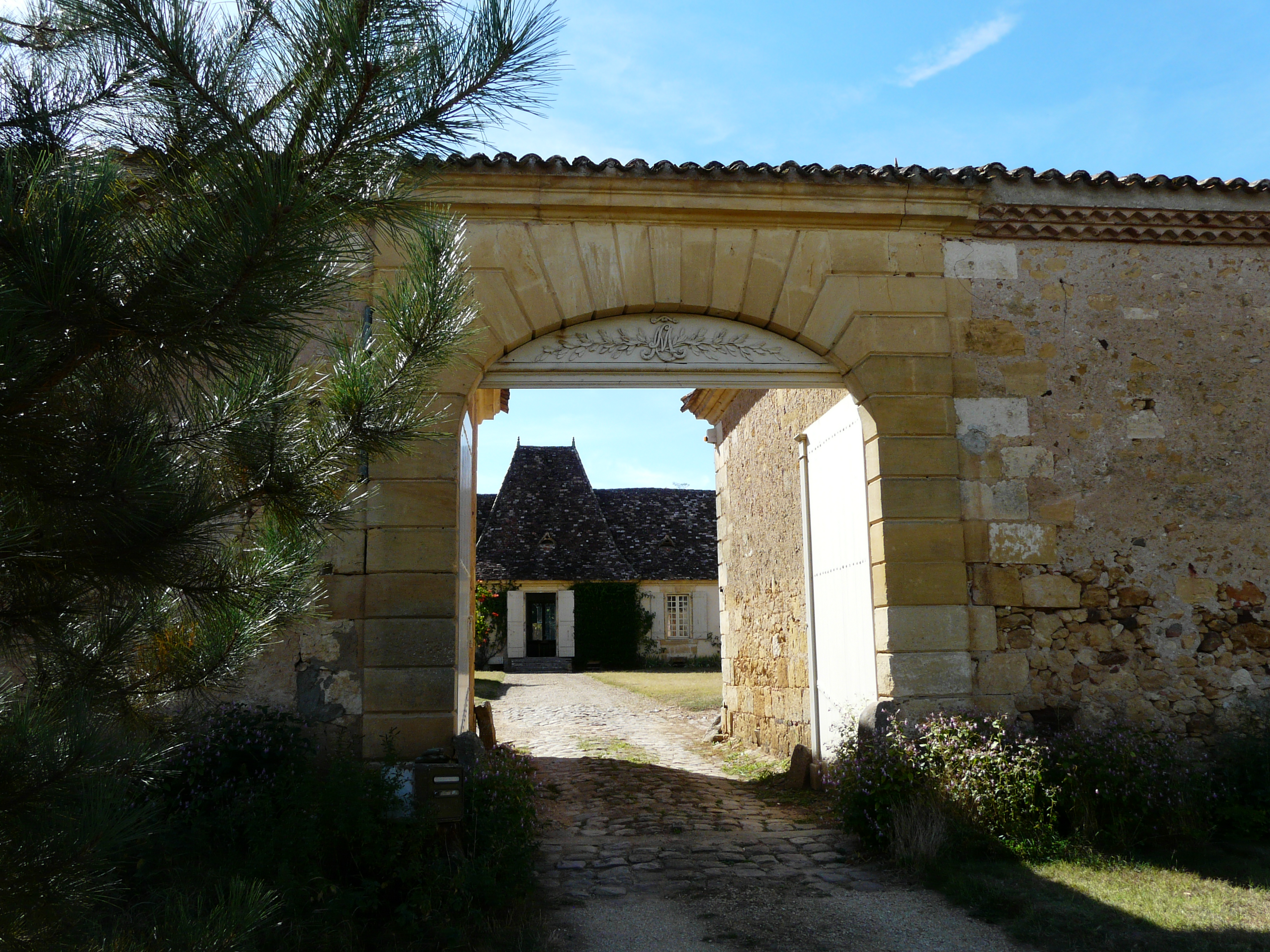
Le portail oriental.
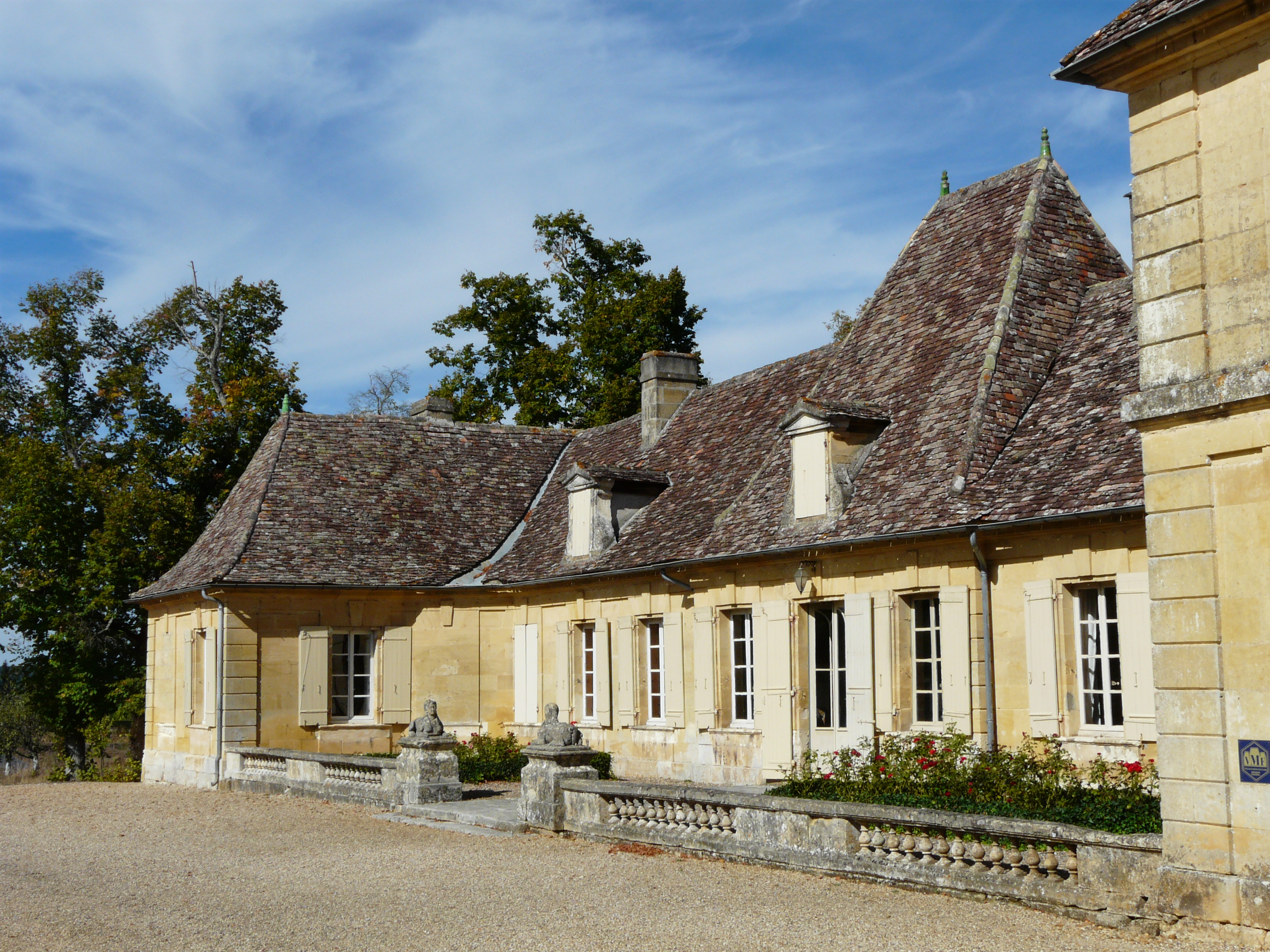
La balustrade et les deux sphynges.
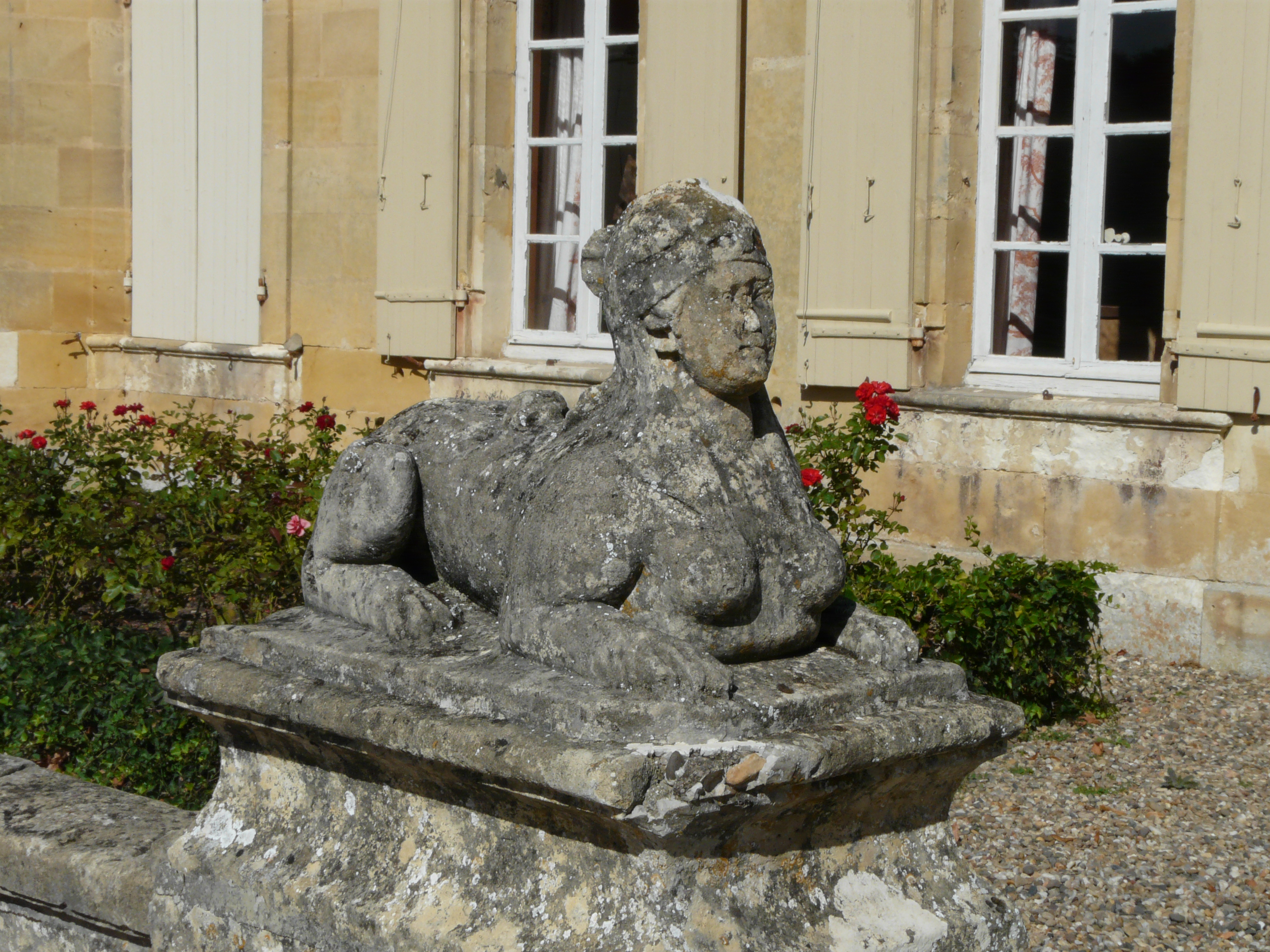
Une des deux sphynges.
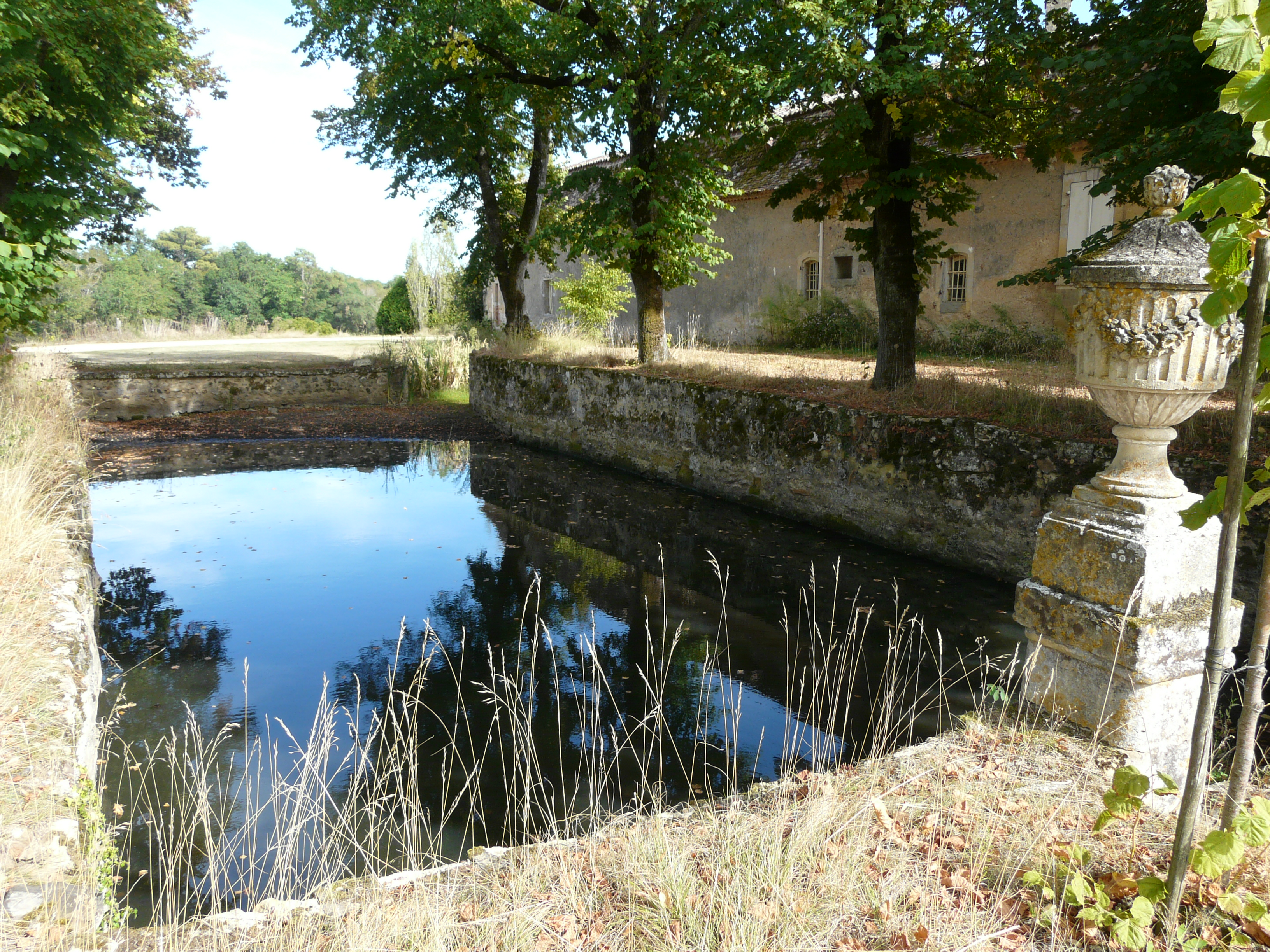
L'ancien vivier.